# Pale
 Ovo je glavno značenje pojma Pale. Za druga značenja pogledajte Pale (razdvojba).
Pale su naselje u neposrednoj blizini Sarajeva.

## Stanovništvo
Po posljednjem službenom popisu stanovništva iz 1991. godine, općina Pale (do rata prigradska općina Grada Sarajeva) imala je 16.355 stanovnika, raspoređenih u 70 naselja.
| Stanovništvo općine Pale |                  |                  |                  |
| godina popisa            | 1991.            | 1981.            | 1971.            |
| Srbi                     | 11.284 (68,99 %) | 10.530 (68,01 %) | 11.230 (69,66 %) |
| Muslimani                | 4364 (26,68 %)   | 3937 (25,42 %)   | 4508 (27,96 %)   |
| Hrvati                   | 129 (0,78 %)     | 100 (0,64 %)     | 142 (0,88 %)     |
| Jugoslaveni              | 396 (2,42 %)     | 761 (4,91 %)     | 80 (0,49 %)      |
| ostali i nepoznato       | 182 (1,11 %)     | 154 (0,99 %)     | 159 (0,98 %)     |
| ukupno                   | 16.355           | 15.482           | 16.119           |

#### Pale (naseljeno mjesto), nacionalni sastav
| Pale               |                |                |                |
| godina popisa      | 1991.          | 1981.          | 1971.          |
| Srbi               | 5204 (70,47 %) | 1213 (57,62 %) | 1059 (67,06 %) |
| Muslimani          | 1630 (22,07 %) | 521 (24,75 %)  | 411 (26,02 %)  |
| Hrvati             | 109 (1,47 %)   | 36 (1,71 %)    | 58 (3,67 %)    |
| Jugoslaveni        | 335 (4,53 %)   | 294 (13,96 %)  | 21 (1,32 %)    |
| ostali i nepoznato | 106 (1,43 %)   | 41 (1,94 %)    | 30 (1,89 %)    |
| ukupno             | 7384           | 2105           | 1579           |

Na Palama je 2010-ih oko 30 katoličkih obitelji, većinom u mješovitim brakovima, dok je samih katolika na Palama 65.

## Naseljena mjesta
Bjelogorci, Bljuštevac, Bogovići, Brdarići (dio), Brdo, Brezovice, Brnjica, Buđ, Ćemanovići, Donja Ljubogošta, Donja Vinča, Gluhovići, Gornja Ljubogošta, Gornja Vinča, Gornje Pale, Gornji Pribanj, Gorovići, Gradac, Gute, Hotočina, Jahorina, Jasik, Jelovci, Kadino Selo, Kamenica (dio), Kasidoli, Kosmaj, Kostreša, Kračule, Luke, Miošići, Modrik, Mokro, Nehorići, Pale, Pavlovac, Petovići, Podgrab, Podloznik, Podmedenik, Podvitez, Ponor, Prača (dio), Prutine, Pustopolje, Radonjići, Rakite, Rakovac, Rogoušići, Rosulje, Saice, Sinjevo, Sjetlina, Srednje (dio), Stajna, Stambolčić, Strane, Sumbulovac, Šip, Turkovići (dio), Udež, Vinograd i Vlahovići.
Poslije potpisivanja Daytonskog Mirovnog sporazuma, najveći dio općine Pale s gradom Palama, ušao je u sastav Republike Srpske. U sastav Federacije BIH, ušla su naseljena mjesta: Brojnići, Čeljadinići, Čemernica, Datelji, Komrani, Renovica i Šainovići, te dijelovi naseljenih mjesta: Brdarići, Kamenica, Prača, Srednje i Turkovići. Od ovog područja formirana je općina Pale-Prača.

## Uprava
Za vrijeme rata u Bosni i Hercegovini, Pale su bile prijestolnica i sjedište vlade Republike Srpske. Poslije rata, sjedište vlade se prebacilo u upravno središte Republike Srpske Banju Luku.

## Povijest
- Drinske mučenice
- 1928. godine osnovana je rimokatolička župa Sjetlina/Pale odvajanjem pojedinih naselja od župa Sarajevo i Višegrad i od tada ima svoje matice.[2]

## Poznate osobe
- Ognjen Koroman

## Spomenici i znamenitosti
- Katolička crkva sv. Josipa Radnika.
- Katolički samostan Marijin dom redovnica Kćeri Božje ljubavi.
- U Gornjim Palama nalaze se ostatci Gradine Pavlovića.

## Obrazovanje
Na Palama se, pored srednjih i osnovnih škola, nalaze i Ekonomski, Filozofski, Pravni i Fakultet Fizičke Kulture Univerziteta u Istočnom Sarajevu.

## Kultura
Većina kulturnih aktivnosti u Palama vezana je za tamošnji Kulturni centar, instituciju osnovanu prije osamdesetak godina. U prostorijama tog centra smješteni su Srna film, Narodna biblioteka Pale, Općinski centar SPKD Prosvjeta, KUD Mladost, KUD Romanijska vrela, te dopisništva nekoliko medijskih kuća. Djelatnici spomenute institucije organiziraju brojne manifestacije lokalnog i regijskog značaja:Konferenciju beba, Sabor frulaša, Dane Duška Trifunovića i druge. Također, izdaju i svoje glasilo Paljanske novine, kojemu je osnivatelj i nakladnik Skupština općine Pale, a glavni i odgovorni urednik gospođa Gordana Samardžija.
Nacionalni spomenik BiH Cekovića kuća u kojoj je smještena umjetnička galerija.

## Šport
Nogometni klub iz Pala se zove "Romanija". Romanija se natječe u Drugoj Ligi Republike Srpske – Jug. Također, Pale ima dva košakaška kluba "Filozofski" i "Feniks" Srpsko Sarajevo. Oba se tima natječu u Prvoj Ligi Republike Srpske. Uz nogometne i košarkaške klubove, športsku sliku Pala upotpunjuju: muški i ženski odbojkaški klub OK Student, Smučarski klub Romanija, Klub borilačkih sportova Rajko Kušić, atletski, teniski i šahovski klub.

## Vanjske poveznice
- Službena stranica